# Val-Suzon
Val-Suzon é uma comuna francesa na região administrativa da Borgonha-Franco-Condado, no departamento de Côte-d'Or. Estende-se por uma área de 19,4 km². Em 2010 a comuna tinha 208 habitantes (densidade: 10,7 hab./km²).